# 車公廟路

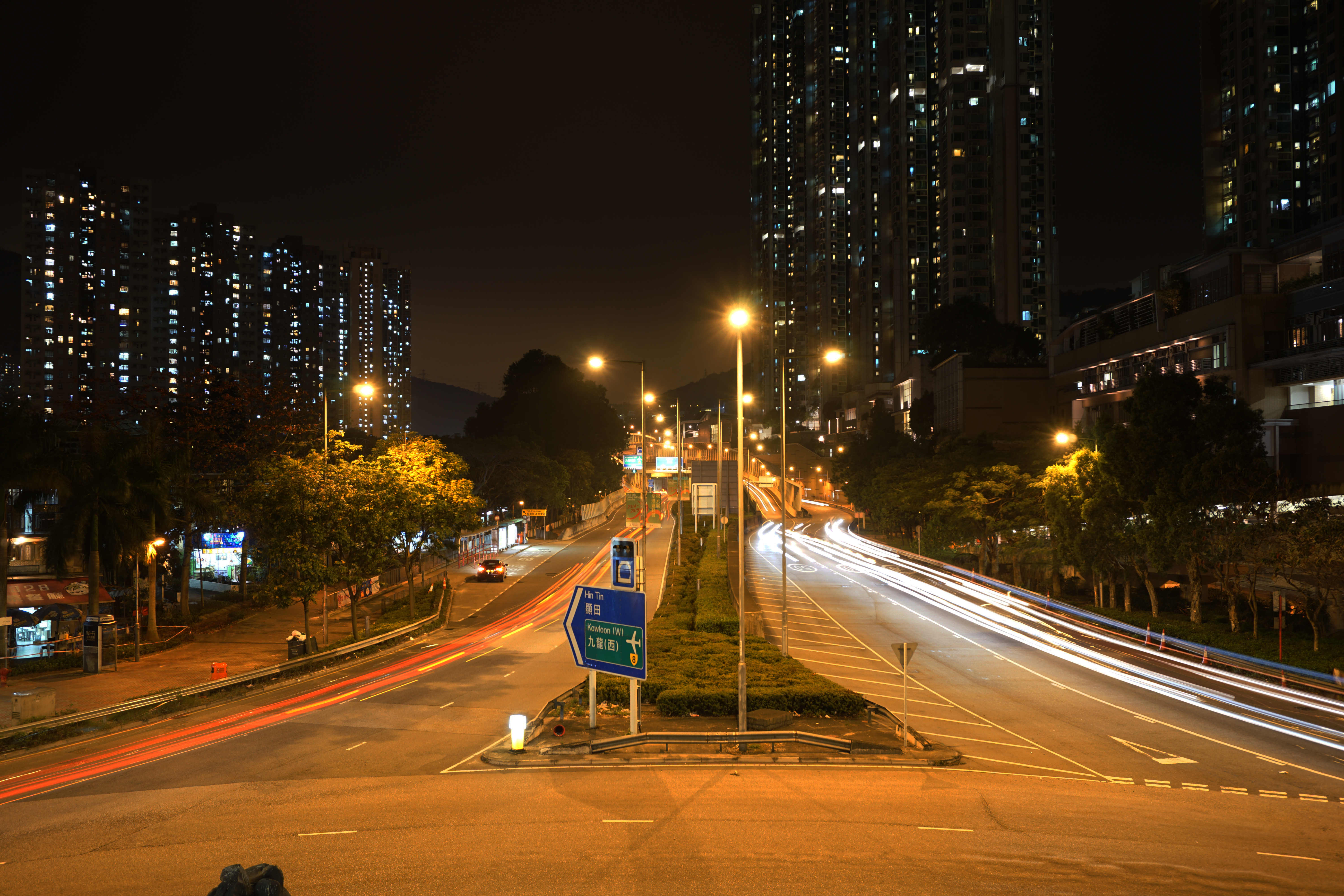
車公廟路近名城

車公廟路（英語：Che Kung Miu Road）是香港的一條行車馬路，位於新界沙田，從港鐵車公廟站大涌橋路的西端開始，至顯徑邨止。大圍段近美田路及紅梅谷路位置原本為繁忙的十字路口，到1998年俗稱「八爪魚天橋」建成後，改為迴旋處，但經常發生交通意外。

## 歷史
沙田新市鎮發展前的「水渠路」（Nullah Road）可謂車公廟路的前身。現時車公廟以西的車公廟路路段本為一條起自地龍口（即東鐵綫筆架山隧道入口）並流入沙田海（新市鎮發展後被收窄為城門河的一部份）的渠道，在現時紅梅谷路與顯徑街之間沿渠道南岸建有名為「水渠路」的行車道路，東段連接大圍道，此即現時車公廟路西段的雛形。
隨著沙田新市鎮發展，大圍地區的隆亨邨、新翠邨及新田圍邨於1981-1983年間相繼落成，政府將渠道覆蓋，闢成多綫分隔道路，並東延至獅子山隧道公路。新路摒棄「水渠路」一名，改稱現時的車公廟路（當時為了避免與位於旺角的水渠道混淆，加上車公廟座落在此路旁，故命名為「車公廟路」），此後一直是大圍地區的主要幹道。
首段稱為「車公廟路」的路段是現時獅子山隧道公路至沙田頭路的一段，於1981年9月18日刊憲命名；而餘下路段（沙田頭路至徑口路）則在1983年8月7日隨紅梅谷路延伸路段、田心街一併通車，同年12月23日獲刊憲成為車公廟路的一部份。

## 沿線主要交匯道路

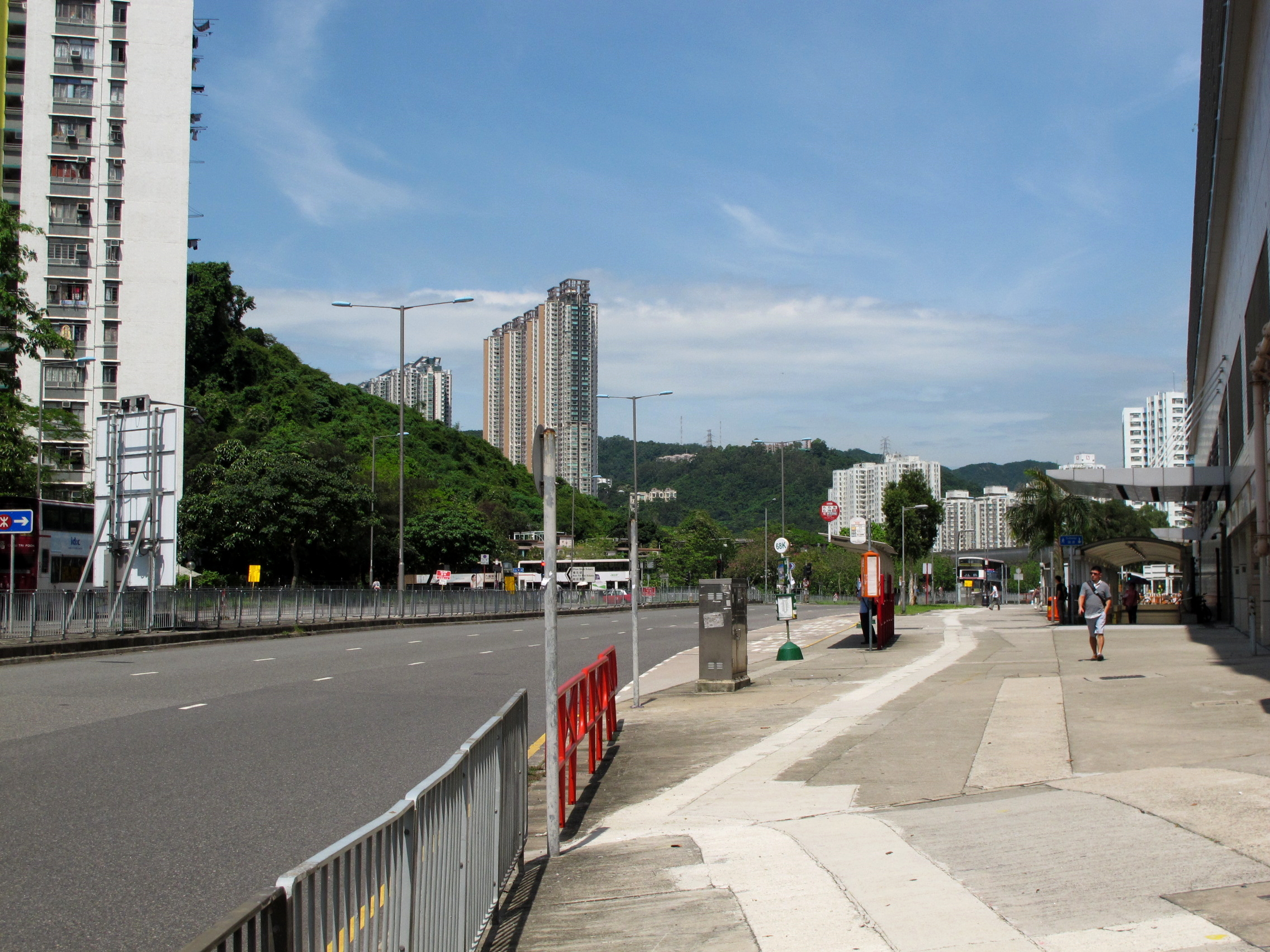
從車公廟路望向大圍一帶

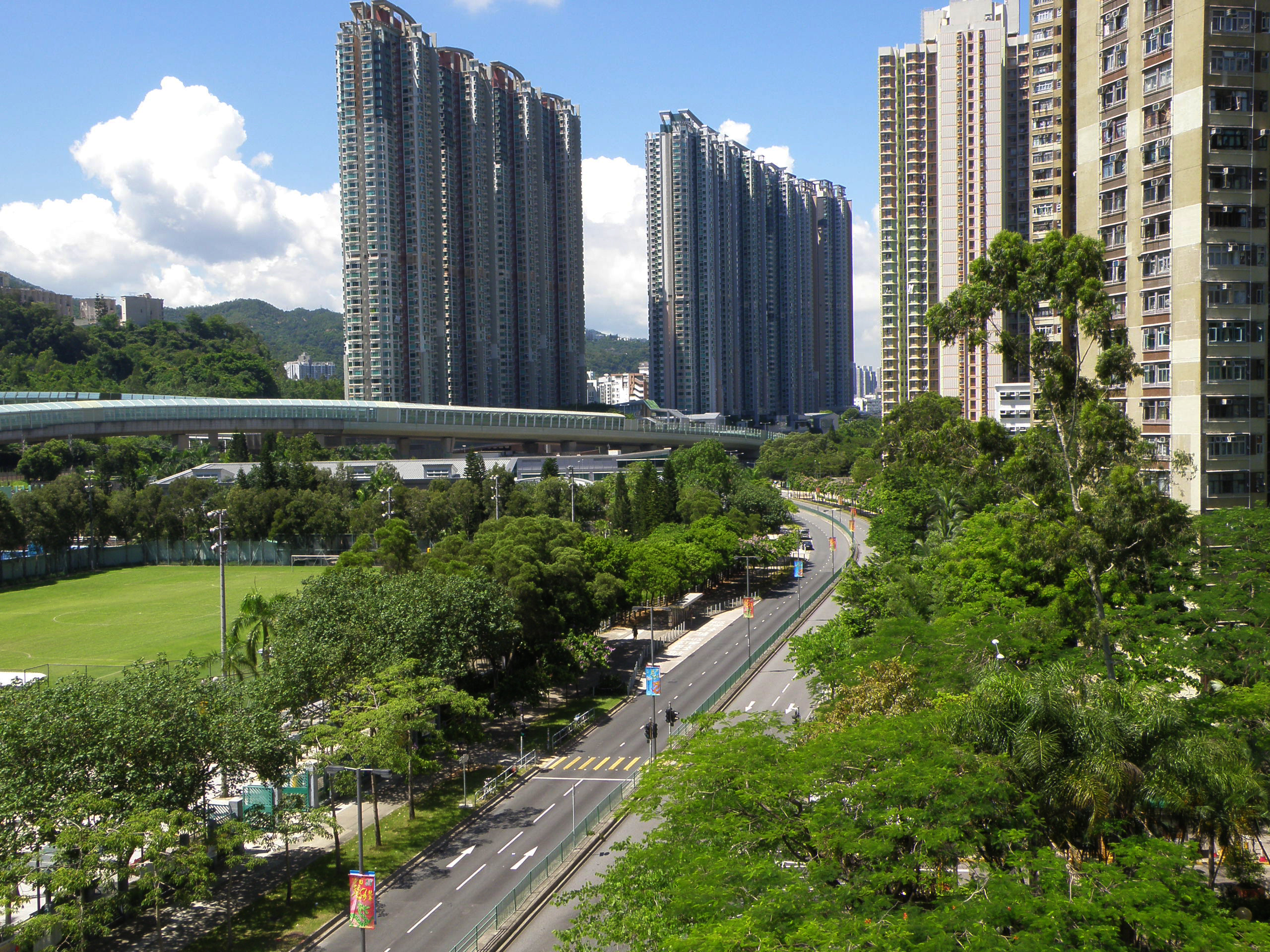
俯瞰車公廟路近顯田遊樂場

- 大涌橋路
- 獅子山隧道公路
- 沙田頭路
- 翠田街
- 美田路、紅梅谷路
- 青沙公路
- 田心街
- 顯徑街
- 徑口路

## 沿線主要建築物
- 秦石邨
- 溱岸8號
- 沙田車公廟
- 柏傲莊
- 秦石邨
- 新翠邨
- 港鐵大圍車廠
- 名城
- 田心村
- 雲疊花園
- 顯徑邨
- 顯田泳池
- 顯田遊樂場
- 顯徑體育館

## 公共交通
港鐵
- █  東鐵綫、 █  屯馬綫：大圍站
- █  屯馬綫：車公廟站、顯徑站

顯徑巴士總站
大圍站公共運輸交匯處

## 外部連結
- Google Map圖片與地圖